# Braemar
Braemar (skotsk gaeliska: Bràigh Mhàrr) är en by i Aberdeenshire i nordöstra Skottland. Folkmängden uppgick till 839 invånare år 2001.
Braemar ligger ca 80 km väster om Aberdeen, nära den övre delen av floden Dee.
Byn anordnar varje år Braemar Gathering, som är en traditionell Highland games-tävling. Spelen startades troligen redan på 1000-talet av Malcolm Canmore. Sedan 1832 har de organiserats av Braemar Royal Highland Society. Spelen besöks traditionsenligt av den brittiska kungliga familjen, som har ett av sina sommarresidens på Balmoral Castle några kilometer öster om byn.
Byggandet av Braemar Castle påbörjades år 1628 av John Erskine, Earl av Mar. Ägarna lever fortfarande i slottet, och delar av det är öppna för allmänheten under sommaren.
Braemar är en av de två platser som har det brittiska köldrekordet. Två gånger har temperaturen -27,2° C registrerats i Braemar: 11 februari 1895 och 10 januari 1982. (Den andra platsen är Altnaharra, som noterade samma temperatur den 30 december 1995.)